# Phorbia juncorum
Phorbia juncorum este o specie de muște din genul Phorbia, familia Anthomyiidae, descrisă de Ringdahl în anul 1959. Conform Catalogue of Life specia Phorbia juncorum nu are subspecii cunoscute.